# شاهيزي سام
شاهيزي سام بن عبد الصمد أو شاهيزي سام (بالملايوية: Shaheizy Sam)‏ هو ممثل ماليزي.

## روابط خارجية
- شاهيزي سام على موقع IMDb (الإنجليزية)
- شاهيزي سام على موقع ميوزك برينز (الإنجليزية)
- شاهيزي سام على موقع قاعدة بيانات الفيلم (الإنجليزية)